# بورسارای
بورسارای (انگلیسی: Bursaray) سیستم قطار شهری در بورسا، ترکیه است.
این مترو که در سال ۲۰۰۲ تأسیس شده دارای ۲ خط، ۳۸ ایستگاه و ۳۸٫۹ کیلومتر طول می‌باشد.